# Iouri Terapiano
Iouri Konstantinovitch  Terapiano (en russe : Ю́рий Константи́нович Терапиа́но) né le 9 octobre 1892 (21 octobre dans le calendrier grégorien) à Kertch et mort le 3 juillet 1980, à Gagny près de Paris) est un poète, écrivain, traducteur et critique littéraire de la première vague de l'émigration russe, organisateur et membre de plusieurs unions littéraires de Paris.

## Biographie
Iouri Terapiano est diplômé du lycée classique de Kertch en 1911, puis de la faculté de droit de l'université de Kiev en 1916. En 1913, il fait un séjour en Perse, où il découvre le zoroastrisme. 
Il est appelé en 1916 dans l'armée. Diplômé en 1917 de l'école militaire (école de sous-officiers), il sert d'abord à Moscou avec le grade d'enseigne. Il est affecté ensuite au Front du Sud-Ouest, où il participe à la Première Guerre mondiale. À la fin de l'été 1919, après que ses parents ont été fusillés par les bolcheviks, il rejoint l'armée blanche, puis les Forces Armées du Sud de la Russie. 
À la fin de 1919, il est à Kiev où il participe aux activités de l'association Kh.L.A.M. (Peintres, Écrivains, Artistes, Musiciens). Il est blessé pendant l'hiver 1919 - 1920 et réformé le  2 mars 1920, pour invalidité. Au printemps 1920, il vit à Théodosie, où il entre dans le cercle littéraire Flak. Il fréquente Ossip Mandelstam, Benedikt Livchits et Maximilian Volochine et se lie d'amitié avec Vladimir Makkaveïski (ru).
Il émigre en 1920 et passe deux ans à Constantinople. Il y rencontre des représentants de l'Ordre des derviches tourneurs Mevlevi. Il rejoint la France en 1922.
Il y fonde et est le premier président de l'Union des jeunes poètes (ru) en 1925. Il est également membre de l'Union des écrivains russes et membre des rédactions de Nouveau vaisseau («Новый корабль», 1927-1928,) et Nouvelle maison («Новый дом», 1926-1927). Il participe aux réunions de La lampe verte («Зелёная лампа) et du Cercle («Круг»).
Il écrit régulièrement dans les journaux La nouvelle parole russe («Новое русское слово» 1945-1955), et La pensée russe (1955 — 1980), où il dirige la rubrique de critique littéraire. En 1947, il est à l'origine de la création du groupe  littéraire Muse («Муза»). Il rédige alors une série d'anthologies de poètes étrangers. En 1955, il emménage avec sa femme à la maison russe à Gagny, où il mourra le 3 juillet 1980. Il se rapproche à la fin de sa vie d'Irina Odoevtsova, qui lui dédira son livre de souvenirs, Sur les rives de la Seine.  
Il a été membre de l'Ordre martiniste et de loges maçonniques à Kiev, Moscou et Yalta. Il fait partie  au début des années 1930 de la loge maçonnique russe Jupiter (ru) de la Grande loge de France, puis il se consacre aux organisations martinistes, dont il devient, dans les années 1970, le représentant de la « branche » française.

## Œuvre
Iouri Terapiano a publié six recueils de poèmes. Il a écrit aussi en prose et est l'auteur d'articles russes et français. Il est connu par son recueil de critiques littéraires Rencontres («Встречи», 1953), et par son anthologie de la poésie russe de l'émigration, La Muse de la diaspora («Муза диаспоры»,1966).
C'est la Note parisienne qui a eu le plus d'influence sur sa poésie. Son premier recueil montre également son attirance pour le Zoroastrisme et pour la mystique orientale, née de son voyage en Perse en 1913. Selon Wolfgang Kasack : 

« Formellement, il respecte le vers classique, dans la tradition acméiste, et il s'efforce de mettre très loin en arrière-plan son « je ». »

## Publications

### Poèmes
- (ru) Лучший звук [« Le meilleur son »], Munich,‎ 1926 ;
- (ru) Бессонница [« Insomnie »], Berlin,‎ 1935 ;
- (ru) На ветру [« Le meilleur son »], Paris,‎ 1938 ;
- (ru) Странствие земное [« Pérégrinations de ce monde »], Paris,‎ 1951 ;
- (ru) Паруса [« La voile »], Washington,‎ 1965.

#### Republications récentes
- (ru) « Друг созерцателя » [« L'ami de la contemplation »], Новая Юность, vol. 2, no 53,‎ 2002 (lire en ligne, consulté le 2 octobre 2018).

### Prose
- (ru) Путешествие в неизвестный край (повесть) [« Voyage dans un pays inconnu (nouvelle) »], Paris,‎ 1946 ;
- (ru) Встречи. Воспоминания [« Rencontres. Souvenirs »], New-York, Изд. им. Чехова,‎ 1953 ;
- La Perse secrète : aux sources du mazdéisme, Paris, Courrier du livre, 1978, 191 p. (ISBN 978-2-7029-0070-3) ;
- (ru) Самсара [« Samsara »], Moscou, Дельфис,‎ 2015 (ISBN 978-5-93366-048-4).

### Critiques, souvenirs
- (ru) Предисловие к книге : «Муза диаспоры» [« Préface au livre La Muse de la diaspora »], Francfort-sur-le-Main, Possev-Verlag,‎ 1960 ;
- (ru) « Варианты (о предсмертных стихах Г. Иванова) » [« Variantes (des vers posthumes de G. Ivanov) »], льманах "Мосты", Munich, no 6,‎ 1961, p. 133-145 ;
- (ru) « Об одной литературной войне (об отношениях В. Ходасевича и Г. Иванова) » [« D'une seule guerre littéraire (sur les relations de V. Khodassevitch et de G. Ivanov) »], льманах "Мосты", Munich, no 12,‎ 1966, p. 363-375 ;
- (ru) Литературная жизнь русского Парижа за полвека [« La vie littéraire du paris russe à mi-siècle »], Paris-New York,‎ 1987.